# Аргумент «не бывает чудес» в научном реализме
Аргумент «не бывает чудес» в научном реализме (англ. No Miracle Argument, Miracles Argument) — один из основных аргументов в пользу научного реализма. Аргумент выдвинут Хилари Патнэмом в эссе «Что такое математическая истина?», которое включено в его труд «Математика, значение и метод» 1975 года. По его мнению, только с точки зрения научного реализма прогресс науки не является чудом и только с этой позиции можно объяснить тот факт, что наука успешно предсказывает будущие явления.

## Историческая справка
Течение научного реализма начало развиваться во второй половине XX века, во многом в связи с кризисом позитивистского проекта науки. Согласно В. Н. Порусу, научный реализм отвергал крайний конвенционализм и инструментализм, допускал более мягкое отношение к метафизике. Суждения философов об устройстве мира вопреки прежнему отрицанию признавались в целом необходимыми и продуктивными, но нуждались в интеграции в общую, научно подтверждённую картину мира.
Исследователь А. А. Фурсов утверждал, что реалисты пытались обосновать свою философию науки исключительно научными методами: «С точки зрения философов-реалистов, если выработаны критерии научного объяснения, то почему бы не применить эти критерии не только к научным теориям, но и концепциям философии науки». В связи с этим аргумент «не бывает чудес» тоже должен соответствовать этому требованию, а поэтому дискуссия вокруг этого аргумента связана с дискуссией об объяснении в науке, является зависимой от неё. Наиболее популярной среди реалистов моделью научного объяснения является модель абдуктивного вывода к наилучшему объяснению, из-за чего данный аргумент был подвержен критике.
Аргумент от отсутствия чудес был выдвинут одним из наиболее известных научных реалистов, и претендует на роль основного аргумента в его пользу (в частности, так его оценивают Дж. Леплин и Стасис Псилос). Л. Лаудан и Бас ван Фраассен даже считают эмпирическую успешность теорий единственным доводом реалистов в пользу истинности теорий, однако сомневаются, что этот довод что-то доказывает, поскольку не признают необходимой связи между истинностью и успешностью.
Согласно ван Фраассену, о чём он пишет в статье «Чтобы спасти явления», научный реализм после кризиса позитивизма «снова восстановил свои позиции в качестве главного философского направления». Тем не менее, автор аргумента «не бывает чудес» Хиллари Патнэм позднее отошёл от радикализма в реалистических позициях и в 1990 году признал, что грандиозный метафизический проект объяснить строение Вселенной провалился. В статье А. Файна «Естественное онтологическое отношение» 1984 года утверждается, что «реализм мертв», поскольку «последние два поколения учёных-физиков отвернулись от реализма и… вполне успешно занимаются наукой без него» Л. Б. Макеева связывает ослабление позиций реализма не со слабостью его аргументов, а с общим снижением интереса к связанным с ним вопросам философии науки.

## Аргумент Патнэма

### Смысл аргумента
Научный реализм — это точка зрения, согласно которой теоретические объекты (электрон, молекула, поле и др.) реальны. Она предполагает несколько связанных между собой положений. Во-первых, она соотносится с тезисом эпистемического реализма о том, что теории уместно понимать как истинные или ложные, притом, что лучшие теории действительно истинны или близки к истине. Во-вторых, она связана с тезисом о прогрессе науки: если объекты науки реальны, а суждения о них истинны, то имеется больше оснований утверждать, что наука действительно развивается. Как писал Патнэм: «Если кто-то является реалистом в отношении физического мира, то он хочет сказать, что закон гравитации действительно является объективным суждением о телах, а не просто суждением о каких-то данных или показаний измерительных приборов» (англ. «If one is a realist about the physical world, then one wants to say that the Law of Universal Gravitation makes an objective statement about bodies — not just about sense data or meter readings»).
Один из основных аргументов в пользу научного реализма состоит в том, что для науки характерен постоянный прогресс, и более того, наука может успешно предсказывать разного рода явления. Самое очевидное объяснение — научные теории — это не модели с выдуманными объектами, а понимание, как все работает на самом деле. В классической формулировке аргумент от отсутствия чудес принадлежит американскому аналитическому философу Хиллари Патнэму. Патнэм считал, что научный реализм — «это единственная философия, которая не делает из успеха науки чудо». Другими словами, истинность современных теорий (или приблизительная истинность или истинность в общих чертах) является лучшим или даже единственным объяснением эмпирическому успеху теорий.
При этом Патнэм подчеркивает, что его аргумент не сводится к абсурду указанием на то, что богословские конструкции успешно объясняли мир, а следовательно, ничуть не менее истинны, чем математические и научные, поскольку он считает средневековую теологию противоречивой: попытка её поправить будет основана на успешных моделях, подтверждённых другими методами.
Популярно идею научных реалистов выразил Мартин Гарднер: («Если вы удивляетесь, почему все учёные, философы и обычные люди, за редкими исключениями, беззастенчивые реалисты, позвольте мне рассказать вам, почему. Ни одна научная гипотеза не получила более убедительного подтверждения. Никакая гипотеза не предлагает более простого объяснения, почему галактика Андромеды на каждой фотографии спиральна…»)

### Структура аргумента
Аргумент начинается с общепризнанной предпосылки, что лучшие научные теории чрезвычайно успешны: с их помощью учёные не только предсказывают явления, но и делают возможными различные изобретения. Если бы объекты этих теорий не существовали, и эти теории были бы далеки от истины, то нам пришлось бы отнестись к их успешности как к чуду. Научный реализм избавляет от необходимости утверждать, что постоянно происходит нечто чудесное. В кратком виде это можно записать так:
1. Наши лучшие теории успешны
2. Если бы наши теории были далеки от истины, их успешность была бы чудом.
3. Следует предпочесть объяснение, не опирающееся на чудо, то есть объяснение, что наши лучшие теории в целом верны.

## Критика Аргумента Патнэма
Артур Файн отметил, что в данном аргументе содержится логический круг: абдукция (научный метод, подразумевающий поиск наилучшего объяснения наблюдаемому следствию) оправдывается абдукцией. Бас Ван Фраассен, сторонник конструктивного эмпиризма, оценивающего теорию по эмпирической адекватности, а не по соответствию реальности, указал, что успешность лучших теорий имеет альтернативное объяснение — а именно среди огромного числа теорий выбираются как раз те, которые успешны. При этом объяснять, как так получилось, что в этом множестве теорий появилось что-то успешное, излишне. Точно так же теория эволюции не считает своей обязанностью объяснять, почему у некоторых организмов возникли полезные приспособления — важно и закономерно, что полезные приспособления закрепятся естественным отбором, в то время как сами по себе они могли появиться случайно, что предполагается в понятии мутации как движущей силы эволюции: «Я утверждаю, что успех современных научных теорий не является чудом. Это не удивительно для научного ума. Любая научная теория появляется в условиях жестокой конкуренции. Только успешные научные теории выживают, которые основаны на текущих регулярностях в природе» (англ. «I claim that the success of current scientific theories is no miracle. It is not even surprising to the scientific (Darwinist) mind. For any scientific theory is born into a life of fierce competition, a jungle red in tooth and claw. Only the successful theories survive—the ones which in fact latched onto the actual regularities in nature»)."Теории не обязаны быть истинными, чтобы быть пригодными" Сходные позиции защищает современный философ и логик К. Брэд Рэй, например, в работе «Selection and Predictive Success».
Кроме того, можно поставить под сомнение достоверность второй посылки. Почему суждение, для того, чтобы способствовать успешному преобразованию мира и прогнозированию явлений, должно непременно соответствовать некому реальному положению дел? Альвин Плантинга в работе «Иррационален ли натурализм», которая является частью книги «Аналитический теист», приводит ряд примеров, как ложные установки в сочетании с определёнными желаниями могут способствовать успешному поведению и выживанию. Например, если я считаю, что тигр хочет со мной играть, а игра заключается в том, чтобы я от него убегал, то эта система убеждений будет стабильно и успешно определять моё поведение. Тем не менее, это суждение может быть ложным. Возможно, мне очень хочется быть съеденным, но видя тигра, я стремительно бегу в поисках лучшей перспективы, потому что исхожу из ложной веры, будто уж тигр-то меня точно не съест. Если бы суждения закреплялись через природные законы, эволюция могла бы закрепить наше ложное суждение о тигре.
Любопытно, что Плантинга использует этот аргумент не против научного реализма, но против метафизического натурализма, указывая, что натурализм не даёт правдоподобных объяснений, позволяющих считать наши основополагающие суждения истинными. Но если наш когнитивный аппарат так ненадёжен, почему же мы доверяемся ему в том, что касается натурализма? Хотя дискуссия о происхождении наших убеждений отличается от дискуссии о реальности теоретических объектов, подвергая сомнению, что успешность теорий или положений неразрывно связана с их истинностью, Плантинга одновременно подтачивает основу аргумента «не бывает чудес». Даже не соглашаясь с выводами Плантинги об иррациональности натурализма, можно признать, что натуралист не имеет особых оснований приписывать теории статус объяснения реальности в силу её успешности. Вывод, что для натуралиста аргумент Патнэма не имеет силы, выдвигает и в статье 2002 года Мишель Гинс. Он также подчёркивает, что предложенное Патнэмом объяснение научного успеха не может претендовать на научность, а является философским.
Л.Лаудан сомневается в том, что успешные теории должны быть истинными, ещё и на основании «пессимистической индукции»: история науки показывает, что теории, которые долгое время признавались успешными и способствовали научному прогрессу, содержали ошибки.
Карл Матесон замечает, что аргумент от отсутствия чудес выступает против отдельных антиреалистических аргументов, но не решает проблему недоопределённости, подразумевающую, что теория не выводится из явлений и не может быть полностью определена ими. Разные теории бывают эмпирически эквивалентными и потому могут одинаково успешно работать с одними и теми же явлениями, но это не означает, что все они объясняют реальность и ей соответствуют. Против такой позиции выступает Л. Б. Макеева, показывая, как научные реалисты могут парировать аргументу от недоопределенности.
В статье Стэнфордской энциклопедии о научном реализме приводится заключение, что ни одна из конкурирующих с научным реализмом позиций не повержена аргументом «чудес не бывает», так как остаётся возможность отрицать хотя бы одну из трёх фундаментальных посылок реализма: реальность независимого от сознания мира, буквализм в семантике, познаваемость ненаблюдаемого.
Эмерджентизм основан на обратном аргументу утверждении. 